# Kazuaki Nagasawa
Kazuaki Nagasawa (* 4. únor 1958) je bývalý japonský fotbalista.

## Klubová kariéra
Hrával za Yamaha Motors.

## Reprezentační kariéra
Kazuaki Nagasawa odehrál za japonský národní tým v letech 1978–1985 celkem 9 reprezentačních utkání.

## Statistiky
| Japonsko | Japonsko | Japonsko |
| Roky     | Záp.     | Góly     |
| -------- | -------- | -------- |
| 1978     | 6        | 0        |
| 1979     | 0        | 0        |
| 1980     | 0        | 0        |
| 1981     | 0        | 0        |
| 1982     | 0        | 0        |
| 1983     | 0        | 0        |
| 1984     | 0        | 0        |
| 1985     | 3        | 0        |
| Celkem   | 9        | 0        |